# 톰 베이트먼

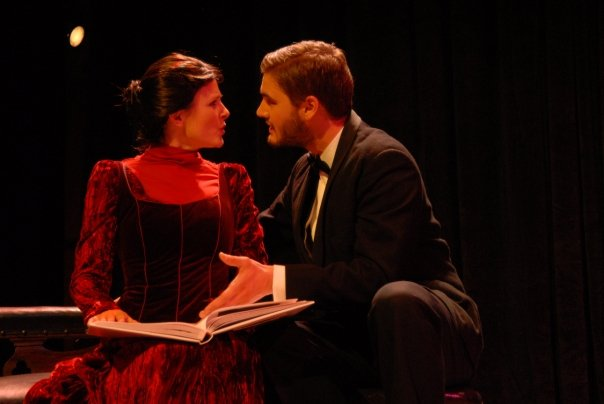

톰 베이트먼(Tom Bateman, 1989년 3월 15일 ~ )은 영국의 배우이다.
영국에서 태어났다.

## 출연 작품

### 영화
- 스내치드 (2017)
- 오리엔트 특급 살인 (2017) - 부크 역
  - 나일 강의 죽음 (2022)
- 콜드 체이싱 (2019) - 바이킹 역
- 서틴 라이브즈 (2022)